# Mats Sjöström
Mats Gunnar Sjöström, född 17 november 1942 i Fryksände församling i Värmland, är en svensk politiker (socialdemokrat).
Sjöström arbetade som grundskollärare 1969–1978, var kommunalråd i Örebro kommun 1978–1990, chef för Brunnsparken i Örebro 1990–1994 och kommunstyrelsens ordförande från 1994 till 2006.